# Jacinto Vera, Montevideo
Jacinto Vera je gradska četvrt, kolokvijalno barrio, urugvajskog glavnog grada Montevidea. Nazvana je po prvom biskupu Montevidea Jacintu Veri, Slugom Božjim u procesu beatifikacije, čija se rodna kuća nalazi unutar četvrti. Jedna je od površinom najmanjih gradskih četvrti u Montevideu. U njoj se nalaze uglavnom stambeni objekti i obiteljske kuće, dok se od povijesnih i kulturno-obrazovnih građevina ističe nekadašnja Vojna škola, danas gradska vojarna u vlasništvu Oružanih snaga Urugvaja. 
U četvrti se nalazi katolička crkva sv. Antuna (Antonija) u kojoj žive svećenici štovatelji Srca Isusova. Uz nju ima i nekoliko manjih kapela.

## Galerija
- Vojarna (bivša Vojna škola).
- Katolička crkva sv. Antuna (Antonija).
- Spomenik "Luis Batlle Berres" (arhitekt: Román Fresnedo Siri).

## Vanjske poveznice
- La Republica - Barrio Jacinto Vera (šp.)
- Revista Raices / Povijest četvrti Jacinto Vera (šp.)
- Espacio Latino / Jacinto Vera (šp.)
- "Rincones de Montevideo", Jacinto Vera  Arhivirana inačica izvorne stranice od 3. ožujka 2016. (Wayback Machine) (šp.)
- The masacre of Jacinto Vera 1994 - Pokolj u četvrti (1994.) (engl.)